# Capella de Sant Amanç (Sant Feliu de Guíxols)
La Capella de Sant Amanç és un edifici religiós barroc del municipi de Sant Feliu de Guíxols (Baix Empordà) que està protegit com a bé cultural d'interès local.

## Descripció

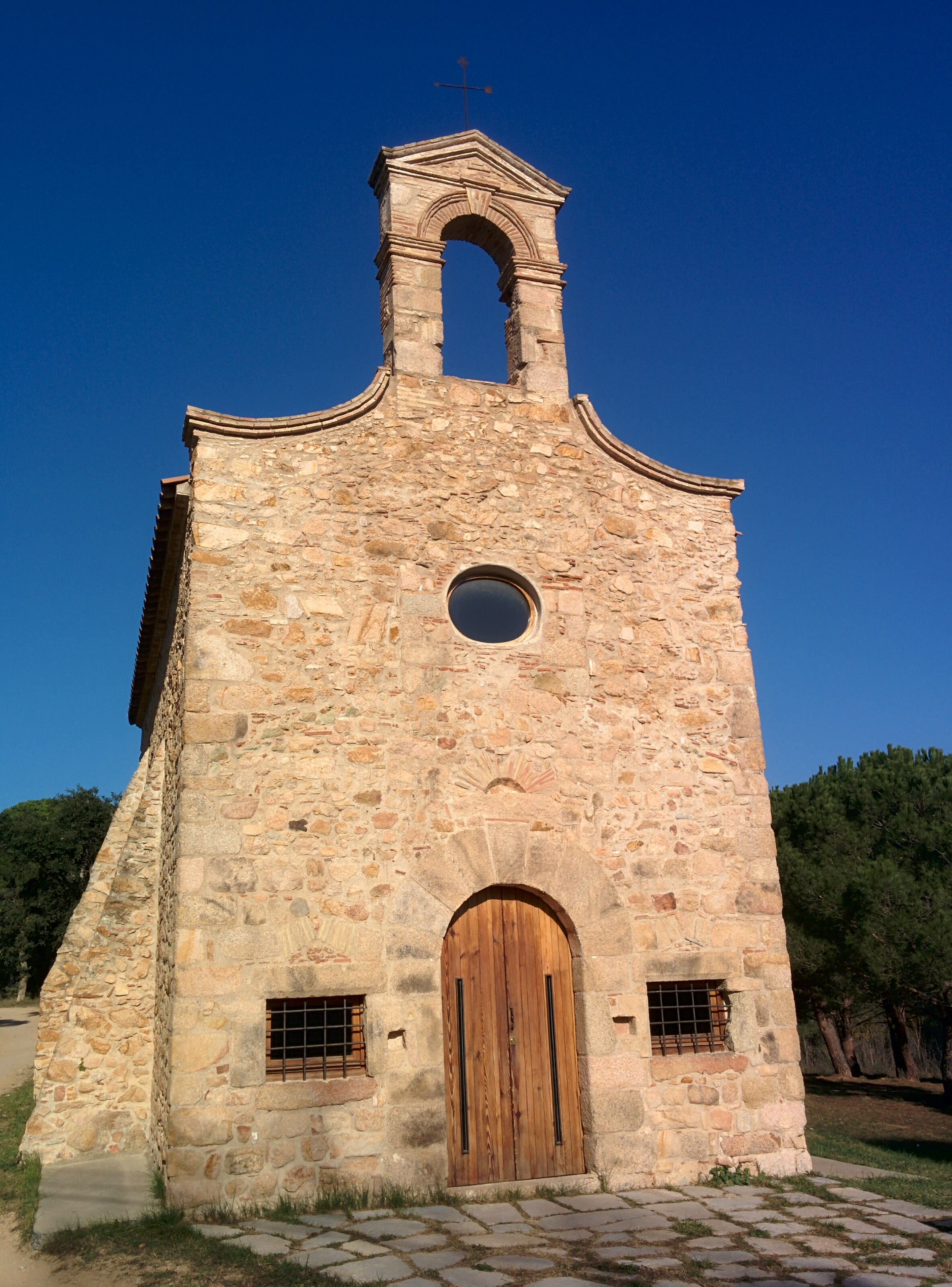

És una capella de reduïdes dimensions als afores de Sant Feliu. Petita construcció d'una sola nau amb planta rectangular i absis poligonal de més baixa alçada. Les parets gruixudes estan aguantades per contraforts laterals, no havent-hi cap obertura fora les de la façana. Aquesta té l'entrada emmarcada per un arc de mig punt adovellat i a cada banda una finestra rectangular de pedra (actualment només queda la del costat esquerre). Sobre la porta hi ha un rosetó de petites dimensions en forma circular i més amunt un campanar de paret o d'espadanya (on hauria d'haver-hi la campana) d'arc de mig punt amb frontó triangular. Està feta amb pedres regulars, no gaire polides, les cantonades estan reforçades amb pedres escairades molt més polides. Algunes parts de l'edifici conserven l'arrebossat. Ha perdut totalment la coberta.

## Història
En el mateix lloc hi ha documentada l'existència d'una anterior capella o ermita que s'hauria aixecat entre els segles IV i XIII; en un document de l'any 1063 se cita el sitjar (magatzem de collites construïdes al voltant d'una església) de Sant Amanç. Havia format part de les propietats del Monestir de Sant Feliu de Guíxols.
L'edifici actual fou beneït l'any 1649, en temps de l'abat Tarrats.
A finals de l'any 2005 s'inicià la restauració de l'edifici, obres que van finalitzar el novembre del 2009.